# 泉志
《泉志》，书名。研究中国历代钱币的著作。宋朝洪遵（1120年-1174年）著，共十五卷。书成于南宋宋高宗十九年（1149年）。收录五代以前中外历代各种钱币三百余种，分为正用品、伪品、不知年代品、天品、刀布品、外国品、奇品、神品、厌胜品等九类。保存了中国古代钱币的重要资料。清朝嘉庆十一年（1806年）瞿木夫著有《泉志补政》，以后又作《泉志续编》，各二十卷。宋振誉著有《续泉志》八卷，其子宋庆凝著有《续泉志续补》一卷，所录钱币至明朝为止，共增达600多种。